# Marc Griffin
Pour les articles homonymes, voir Griffin.
Marc Denis Griffin (né le 15 septembre 1968 dans la ville de Québec, Québec, Canada) est un ancien joueur de baseball (champ extérieur) et commentateur sportif québécois. 
Il commente notamment les rencontres de la Ligue majeure de baseball à l'antenne du Réseau des sports (RDS).

## Carrière
Griffin signe un contrat avec les Dodgers de Los Angeles entre 1989 et 1991. Il se joint à l'organisation des Expos de Montréal de 1993 à 1994. Il évolua lors de matchs hors-concours avec ces équipes. 
Il joua plusieurs années dans les ligues mineures du Baseball en Amérique du Nord. Il représenta aussi le Canada aux Jeux olympiques d'été de 1988 de Séoul en Corée du Sud .